# Maria Ouspenskaya
Maria Ouspenskaya (em russo: Мария Успенская, Maria Uspenskaya) (29 de julho de 1876 - 3 de dezembro de 1949) foi um atriz russa indicada ao Oscar, que alcançou sucesso em sua juventude como uma atriz de teatro na Rússia, e mais tarde como uma atriz de cinema em Hollywood.
Ouspenskaya nasceu em Tula, Rússia. Seu pai era um advogado. Ela estudou canto em Varsóvia, na Polónia, e interpretação em Moscou, e trabalhou extensivamente no teatro russo.
Membro do Teatro de Arte de Moscou, Ouspenskaya foi dirigido por Constantin Stanislavski, e para o resto de sua vida defendeu e ensinou o sistema de Stanislavski, que os Estados Unidos chamavam de "O Método". O Teatro de Arte de Moscou, excursionou pela Europa e quando chegou em Nova York em 1922, ela decidiu ficar lá. Ele trabalhou com regularidade na Broadway durante a década, e em 1929 fundou a Escola de Artes Dramáticas em Nova York. Uma das alunas de Ouspenskaya durante esse período foi Anne Baxter, então uma adolescente desconhecida.
Apesar de ter trabalhado em alguns filmes mudos russos anos atrás, Ouspenskaya ficou em Hollywood  até que os problemas financeiros da sua escola a obrigou a procurar outras receitas. Seu primeiro papel de Hollywood foi em Dodsworth de 1936, e relatou uma indicação ao Oscar de melhor atriz coadjuvante. Recebeu uma segunda indicação em 1939 por seu papel em Love Affair. Maria interpretou uma velha cigana cartomante no filme de terror The Wolf Man e Frankenstein Meets the Wolf Man de 1943. Seus outros sucessos incluem The Rains Came (1939), Waterloo Bridge (1940), The Mortal Storm (1940), e Kings Row (1942).
Ouspenskaya morreu de um derrame cerebral, dias depois de sofrer queimaduras graves em um incêndio, que ocorreu quando ela dormiu fumando um cigarro.
Foi enterrada no Forest Lawn Memorial Park (Glendale).